# Component Library for Cross Platform
Component Library for Cross Platform (CLX) とは、Microsoft WindowsとLinuxのアプリケーションをクロスプラットフォームに開発するための、視覚化されたコンポーネントベースのソフトウェアライブラリおよびフレームワークである。ボーランドが Kylix、Delphi、C++ Builderなどのソフトウェア統合開発環境で使うために開発した。Object Pascalで記述されている。
従来のMicrosoft Windowsのみに対応していたフレームワークであるVisual Component Library (VCL) を置き換える目的で開発された。CLX はトロールテックの Qt に基づいている。APIは、ほぼ VCL 互換である。当初、VCL を使っているアプリケーションはすんなり CLX に移行すると思われていた。
しかし、Windows での性能が思わしくない、VCL と微妙な違いがある、バグがある、などの原因で VCL の置換には失敗した。Kylix 自体も商業的に失敗し、CLX の開発は中止された。
オブジェクト指向プログラミングの手法という意味では、CLXはSystem.TObjectクラスが最上位のスーパークラスとして働く階層を形成している。CLXに含まれる全てのクラスは直接的あるいは間接的にTObjectクラスを継承しており、また型の多重継承によるポリモーフィズムのために、いくつかのインターフェイスを実装しているクラスもある。